# アーネスト・キルボルン
アーネスト・アルバート・キルボルン（英語：Ernest Albert Kilbourne、1865年 - 1928年4月13日）は、中田重治、チャールズ・カウマン夫妻と共にホーリネス教会を立ち上げた宣教師。

## 生涯
1865年にイギリス領北アメリカ（現在のカナダ）オンタリオ州ナイアガラ・フォールズで、雑貨商を営む熱心なメソジストの教会員の家に生まれた。1879年に14歳で電信技士になり電信局で働く。新聞記者になろうと思い、ニューヨーク、さらにはアフリカのケープタウンから、オーストラリア、ニュージーランドを経由して、サンフランシスコまで行ったが、新聞記者になることを断念して、バージニア州で再び電信技士になり、カトリックの女性と結婚した。そして、転勤したシカゴでは、千人の部下を持つ立場となる一方、社交界に忙しくなり信仰から遠ざかる。その時に、チャールズ・カウマンに出会い信仰が覚醒する。その後、カウマンとは終世の友であった。
1901年にチャールズ・カウマンが日本に宣教師として行った、翌年1902年8月に、一家で日本に行く。栃木県宇都宮で伝道をしている間の1904年、車田秋次、山崎亭治、森五郎が信仰を持つ。
1923年OMS（東洋宣教会）の二代目の総理になる。
1928年4月13日アメリカで死去する。後継として、レテー・B・カウマンがOMSの3代目の総理になる。